# 포충
포충(鮑忠, ? ~ 191년 )은 중국 후한 말기의 인물로서 《삼국지연의》에만 등장하는 가공 인물이며 제북상(宰北上) 포신(鮑信)의 동생으로 설정되어있다.

## 생애
190년, 포신(鮑信)을 따라 반동탁 연합군(反董卓 聯合軍)에 참전하였다.
장사(長沙) 태수(太守) 손견(孫堅)이 선봉이 되어 사수관(汜水關)의 화웅(華雄)을 공격하러가자 포신은 그를 시기하여 동생 포충에게 비밀리 일러두어, 손견을 앞질러 사수관을 공격하게 하였다. 하지만 포충은 화웅과 겨룬지 불과 수합만에 죽임을 당하였다.